# Casablanca Bugs
Casablanca Bugs (Carrotblanca) è un film del 1995 diretto da Douglas McCarthy. È un cortometraggio d'animazione della serie Looney Tunes, uscito negli Stati Uniti il 15 agosto 1995 abbinato al film Il piccolo panda. Parodia e omaggio al film del 1942 Casablanca, il corto coinvolge tutti i più celebri personaggi di Looney Tunes e Merrie Melodies (alcuni con i loro nomi, altri con i nomi dei personaggi di Casablanca o parodie degli stessi); numerosi personaggi minori delle serie appaiono in cammei, come Pete Puma nel ruolo di un cameriere, Giovanni Jones e Il Torchio in quelli di un maître e un portiere e Gossamer in quello di un cliente. Tra i corti della serie realizzati fra il 1994 e il 1997, Casablanca Bugs è l'unico prodotto dalla Warner Bros. Animation anziché dalla Chuck Jones Film Productions.

## Trama
Il generale Pandemonio (Yosemite Sam) sente alla radio che è stato rubato un importante documento a uno scienziato tedesco, e si dirige immediatamente al nightclub di Carrotblanca, il Cafe Au Lait Americain. Lì Usmarte (Titti), il ladro, convince Bugs Bunny a prendere il documento.
Nel frattempo, Silvestro Slazlo e sua moglie Kitty Ketty (Penelope Pussycat) arrivano al club. Kitty attira l'attenzione indesiderata del capitano Pepé Le Pew, ma lo graffia e lo getta contro il muro. Kitty chiede a Sam (Daffy Duck) di suonare la sua canzone preferita, e questo attira l'attenzione di Bugs: i due erano stati fidanzati finché Kitty non lo aveva lasciato. Il generale Pandemonio sospetta che Silvestro possa essere a conoscenza del documento e lo lega nel suo ufficio. Kitty supplica Bugs di aiutarlo a uscirne. Sebbene Bugs sia inizialmente riluttante poiché Kitty gli ha spezzato il cuore, va comunque nell'ufficio del generale e lo confonde in modo che si rinchiuda in prigione da solo.
Silvestro e Kitty salgono su un aereo per Toronto, New York e Cucamonga, mentre Bugs li guarda; tuttavia, sull'aereo trovano Pepé che lavora come steward e Kitty, terrorizzata, si lancia senza aprire il paracadute atterrando proprio di fronte a Bugs. I due si baciano, quindi il paracadute si apre coprendoli.

## Distribuzione

### Edizione italiana
Il corto fu distribuito in Italia direttamente in televisione all'inizio degli anni 2000. Il doppiaggio fu realizzato dalla Time Out Cin.ca e diretto da Tiziana Lattuca, anche autrice dei dialoghi.

### Edizioni home video

#### VHS
America del Nord
- Carrotblanca (13 agosto 1996)

#### DVD
Il corto fu inserito, in inglese sottotitolato, nel secondo DVD-Video dell'edizione speciale di Casablanca, uscita in America del Nord il 5 agosto 2003 e in Italia l'11 ottobre. Fu poi inserito nell'undicesimo disco della raccolta Humphrey Bogart: The Essential Collection (dedicato a Casablanca e Il tesoro della Sierra Madre), uscita in America del Nord il 5 ottobre 2010. Successivamente fu incluso, sempre in America del Nord, nel secondo disco della raccolta The Essential Bugs Bunny, uscita il 12 ottobre 2010, e nel DVD Looney Tunes Parodies Collection, uscito il 4 febbraio 2020.

#### Blu-ray Disc
Il corto è presente, in inglese sottotitolato e in SD, nel primo disco di tutte le edizioni Blu-ray Disc di Casablanca.